# عملية كوتبوس
عملية كوتبوس عملية مناهضة للبارتزيان خلال احتلال روسيا البيضاء من قبل ألمانيا النازية. بدأت العملية في 20 مايو 1943 خلال احتلال الحرب العالمية الثانية لشمال روسيا البيضاء في مناطق بيغومل وليبل وأوشاشي. وشارك في العملية عدد من وحدات التعاون البيلاروسية واللاتفية والليتوانية والأوكرانية، إلى جانب الكتيبة الخاصة إس إس ديلوفانا.
تم إخلاء العديد من القرى وإحراقها كجزء من العملية. كانت تبلغ رسميا نتيجة عملية أن نحو 9800 شخص قتلوا (6087 قتلوا في المعركة وتنفيذ 3709) و4،997 الرجال، و1056 من النساء، تم جمعها كما السخرة. من المرجح أن تكون هذه الأرقام أقل من تقدير القتلى. أفادت الإذاعة الألمانية أن 15000 قتيل، على الرغم من أن مجموعة ديلوفانا وحده أبلغ عن خسائر العدو بحوالي 14000 قتيل، على الرغم من أن هذا التقرير لا يشير إلى العملية برمتها. مع الأخذ بعين الاعتبار مشاركة مجموعتين قتاليتين أخريين في العملية، يقدر أن العدد المحتمل للقتلى خلال العملية كان 20000 على الأقل.
من المرجح أن غالبية القتلى كانوا مدنيين عزل،  وصفت التقارير الألمانية المعاصرة القتلى بأنهم أعضاء في «عصابات»،  على الرغم من أنه تم التعبير لاحقًا في التقرير عن دقة هذه الأرقام، مع افتراض أن «العديد من الفلاحين» يجب أن يكونوا من بين القتلى وملاحظة أن «ديلوفانا له سمعة خاصة في قتل العديد من الأرواح البشرية». ويشير نفس التقرير إلى مقتل 59 ألمانيًا. تم القبض على حوالي 950 قطعة سلاح خلال العملية.